# Xã Blooming Grove, Quận Waseca, Minnesota
Xã Blooming Grove (tiếng Anh: Blooming Grove Township) là một xã thuộc quận Waseca, tiểu bang Minnesota, Hoa Kỳ. Năm 2010, dân số của xã này là 525 người.